# Schienenverkehr in Äthiopien

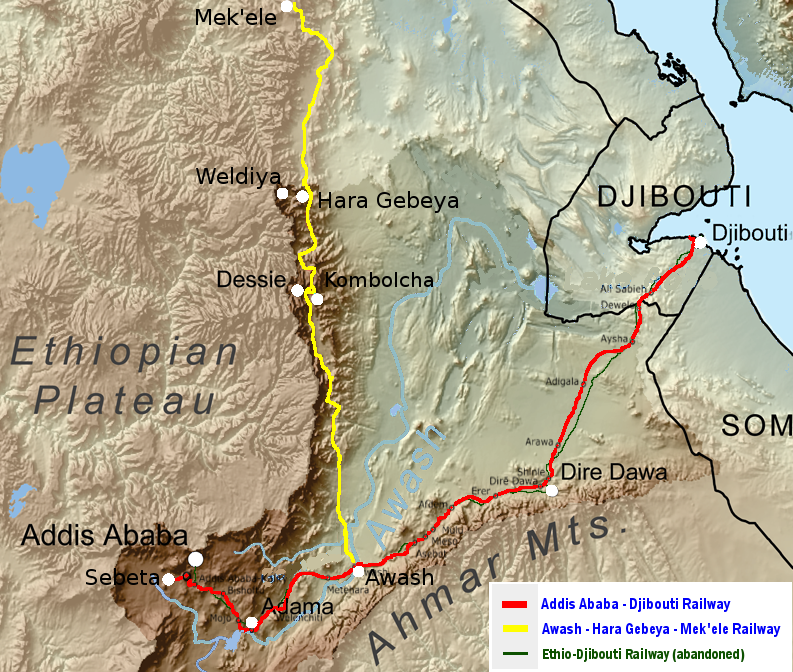
Schienenstrecken in Äthiopien:
Addis Abeba–Djibouti – in Betrieb
Awash–Hara Gebeya–Mek'ele – im Bau
Dschibuti–Addis Abeba – aufgelassen

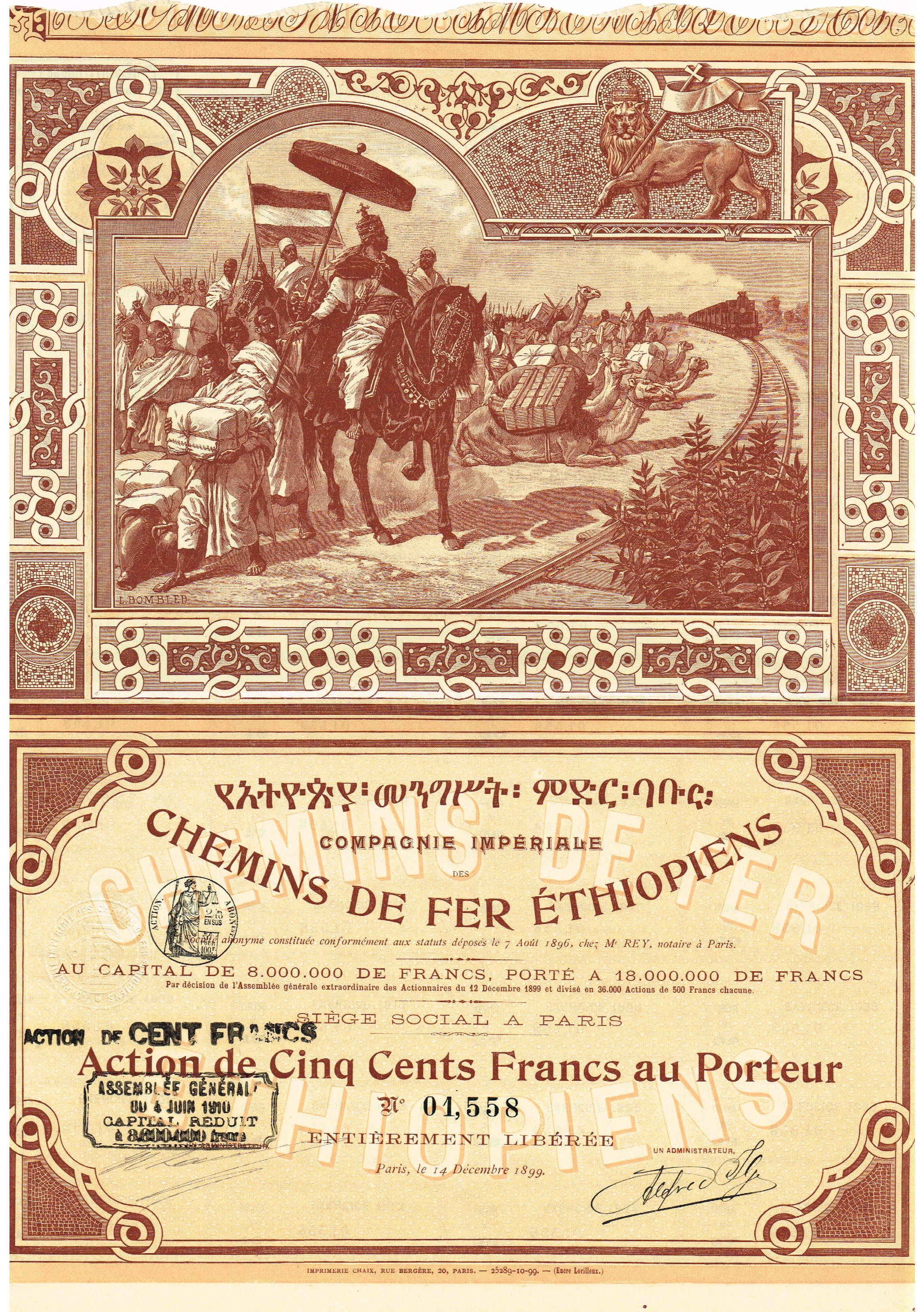
Aktie über 500 Francs der Compagnie Impériale des Chemins de Fer Éthiopiens vom 14. Dezember 1899; Abbildung: Kaiser Menelik II, der Vater des letzten Negus, erwartet mit seinem Hofstaat den ersten Zug.

Der Schienenverkehr in Äthiopien begann im Jahre 1894 mit der Gründung der halbstaatlichen französischen Gesellschaft Compagnie Impériale des Chemins de Fer Éthiopiens. Die daraus entstandene Strecke ist heute die einzige Eisenbahnverbindung in Äthiopien. Es gibt allerdings Projekte für einen Ausbau des Schienenverkehrs.

## Geschichte
Die Gesellschaft stellte bis 1917 die meterspurige Bahnstrecke Dschibuti–Addis Abeba fertig. Die Strecke war bis 2005 die einzige Eisenbahnverbindung in Äthiopien, wurde aber nur noch zwischen Dschibuti und Dire Dawa betrieben.
Darüber hinaus erteilte Kaiser Menelik II. am 15. Mai 1902 der britischen Regierung und der Regierung des Sudan eine Konzession, die Eisenbahnen vom Sudan und von Uganda über äthiopisches Gebiet miteinander zu verbinden und eine weitere Konzession am 28. August 1904, um die Eisenbahnen des Sudan und von Britisch-Somaliland miteinander zu verbinden. Beide Projekte wurden nie verwirklicht.
Während der Zeit, als Eritrea noch nicht selbständig und eine Provinz des Kaiserreichs Äthiopien war (1962–1993), gehörte die dortige Bahnstrecke Massaua–Biscia ebenfalls zum äthiopischen Schienenverkehr. Allerdings war sie durch die Auswirkungen des Eritreischen Unabhängigkeitskriegs schon seit 1976 nicht mehr befahrbar. Die Strecke hat eine Spurweite von 950 mm.

## Projekte

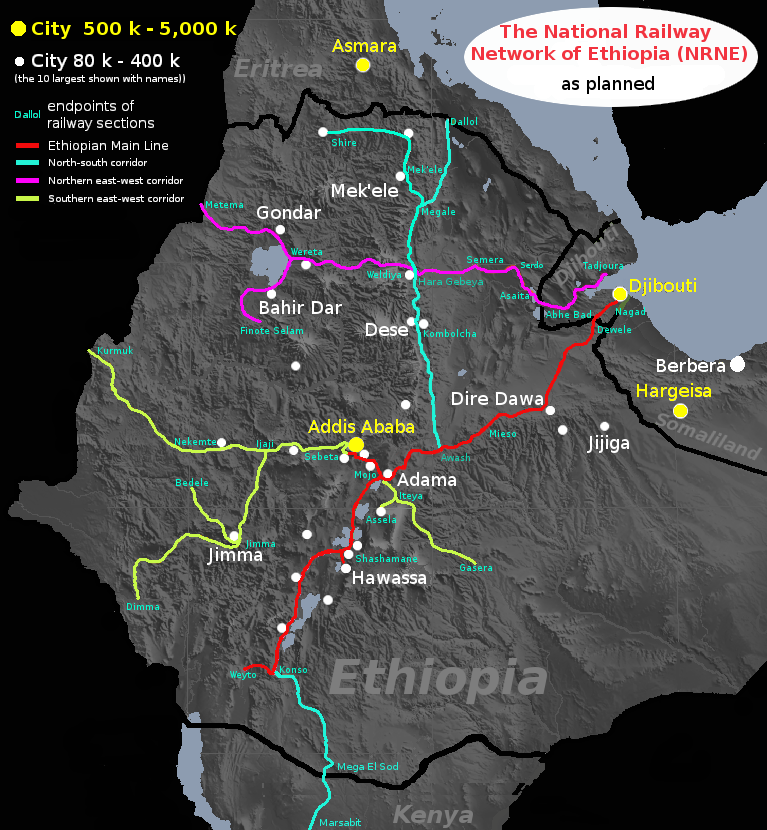
Von der ERC geplantes Bahnnetz für Äthiopien

Im September 2010 erklärte die Ethiopian Railway Corporation (ERC) insgesamt 5000 Kilometer neuer Bahnstrecken bauen zu wollen. Der nationale Fünfjahresplan für den Zeitraum von 2010 bis 2015 sah vor, zunächst 2395 Kilometer neue Strecken zu errichten, die 49 Städte verbinden sollen. Die Kosten sollten 4,2 Mrd. Euro betragen. Bereits im März 2000 hatten Äthiopien und der Sudan eine Absichtserklärung über den Bau einer 2000 Kilometer langen Eisenbahnlinie vereinbart. Die Kosten wurden auf rund 1,5 Milliarden US-Dollar (USD) geschätzt. Für die Planung wurden neben lokalen Ingenieuren auch chinesische Ingenieurfirmen eingesetzt. Ob das Projekt nach der Unabhängigkeit des Südsudan weiter verfolgt wird, ist nicht sicher.
Erstes umgesetztes Projekt war der normalspurige Neubau der Bahnstrecke Addis Abeba–Dschibuti. Entsprechend einer Ende Oktober 2011 mit der China Railway Group (CREC) getroffenen Vereinbarung wurde zunächst ein 317 Kilometer langes Teilstück von der Hauptstadt bis Mieso mit einem Kostenaufwand von 1,2 Milliarden US-Dollar neu gebaut. Am 5. Oktober 2016 wurde die insgesamt 756 Kilometer lange, elektrifizierte Strecke eröffnet. 2011 und 2014 wurden an eine chinesische Firma Aufträge für Elektrolokomotiven erteilt.
Seit 2012 wird an der 392 Kilometer langen Bahnstrecke Awash–Hara Gebeya gebaut, seit 2017 an deren nördlicher Verlängerung, der Bahnstrecke Hara Gebeya–Mek’ele über weitere 216 Kilometer.
Weiter befindet sich seit 2015 ein 32 Kilometer langes Stadtbahnsystem in Addis Abeba in Betrieb. Die Volksrepublik China hat 85 % der Finanzierung sichergestellt. Es sollte ursprünglich im Januar in Betrieb gehen, die Eröffnung erfolgte aber erst am 21. September.

## Bildergalerie

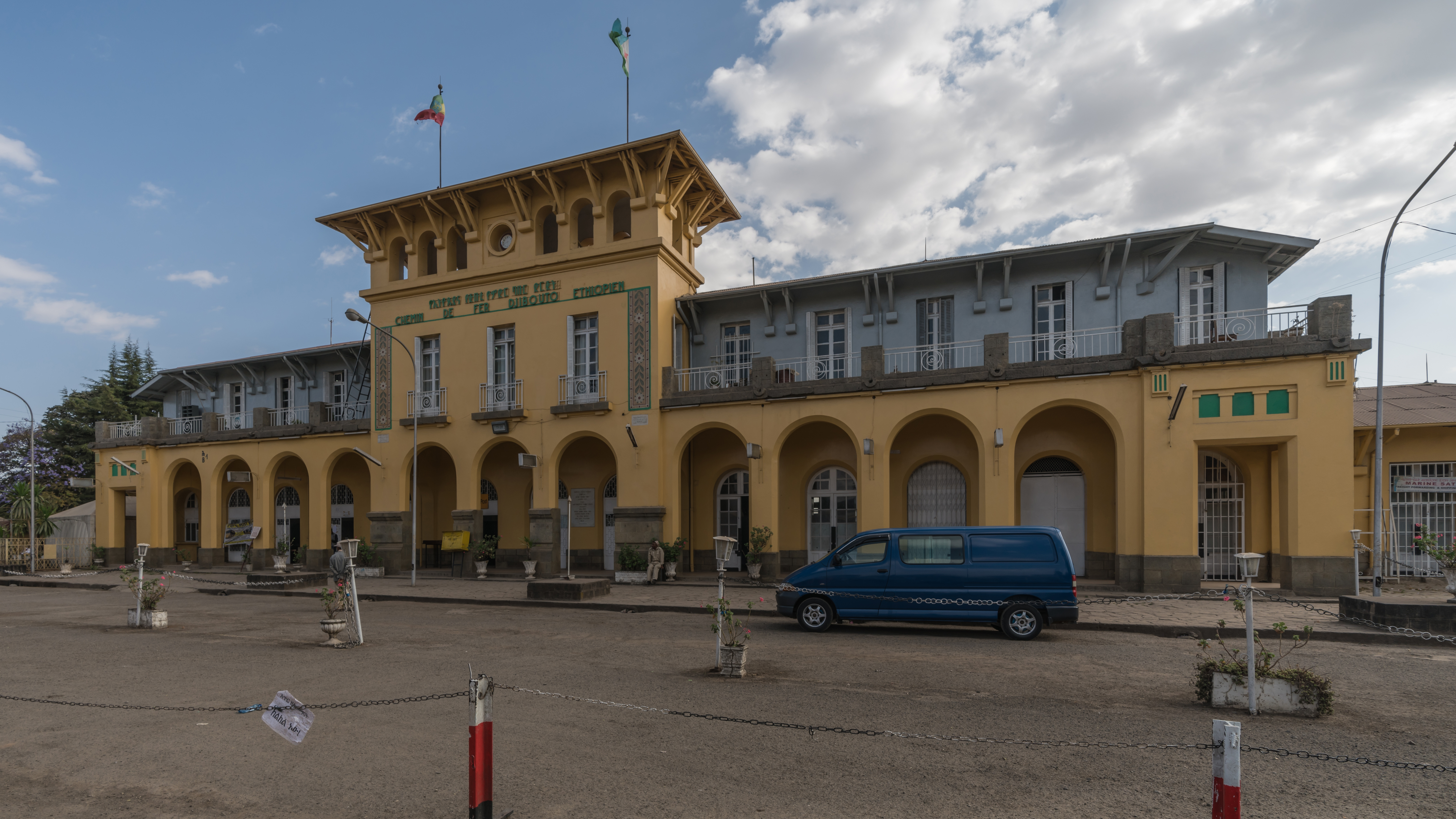
Ehemaliger Bahnhof Addis Abeba
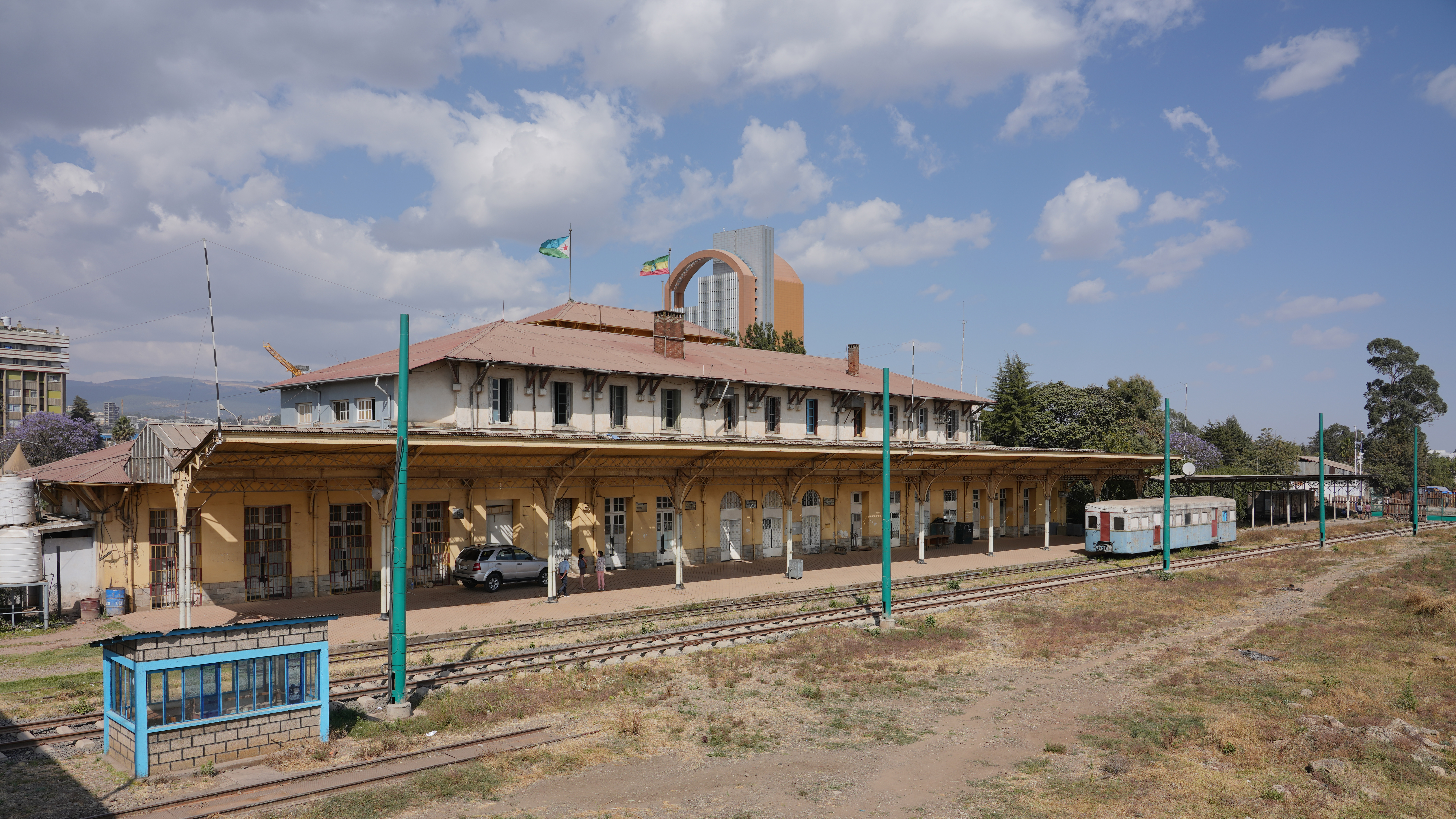
Blick über die Gleise des ehemaligen Bahnhofs Addis Abeba (Januar 2018)
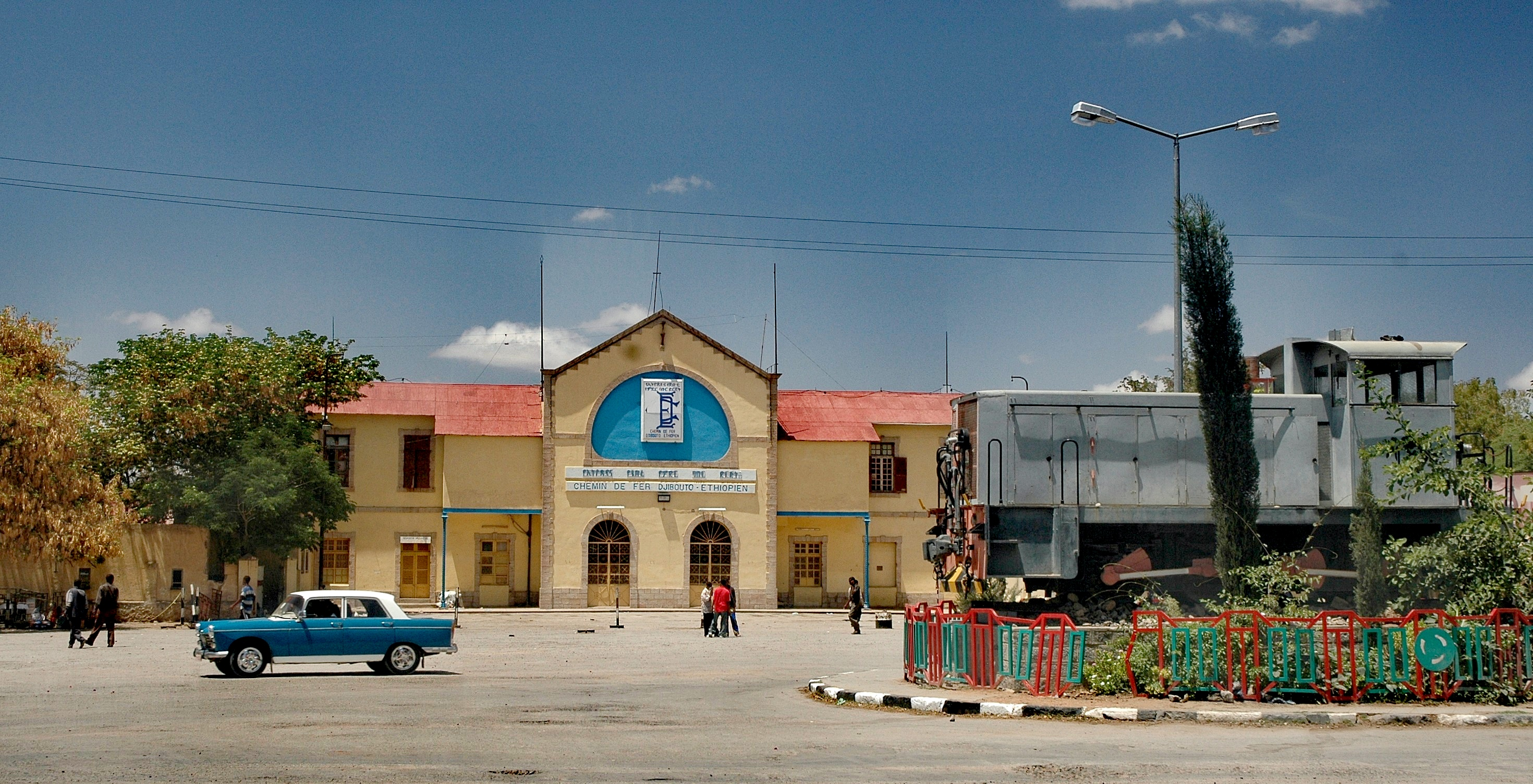
Bahnhof in Dire Dawa
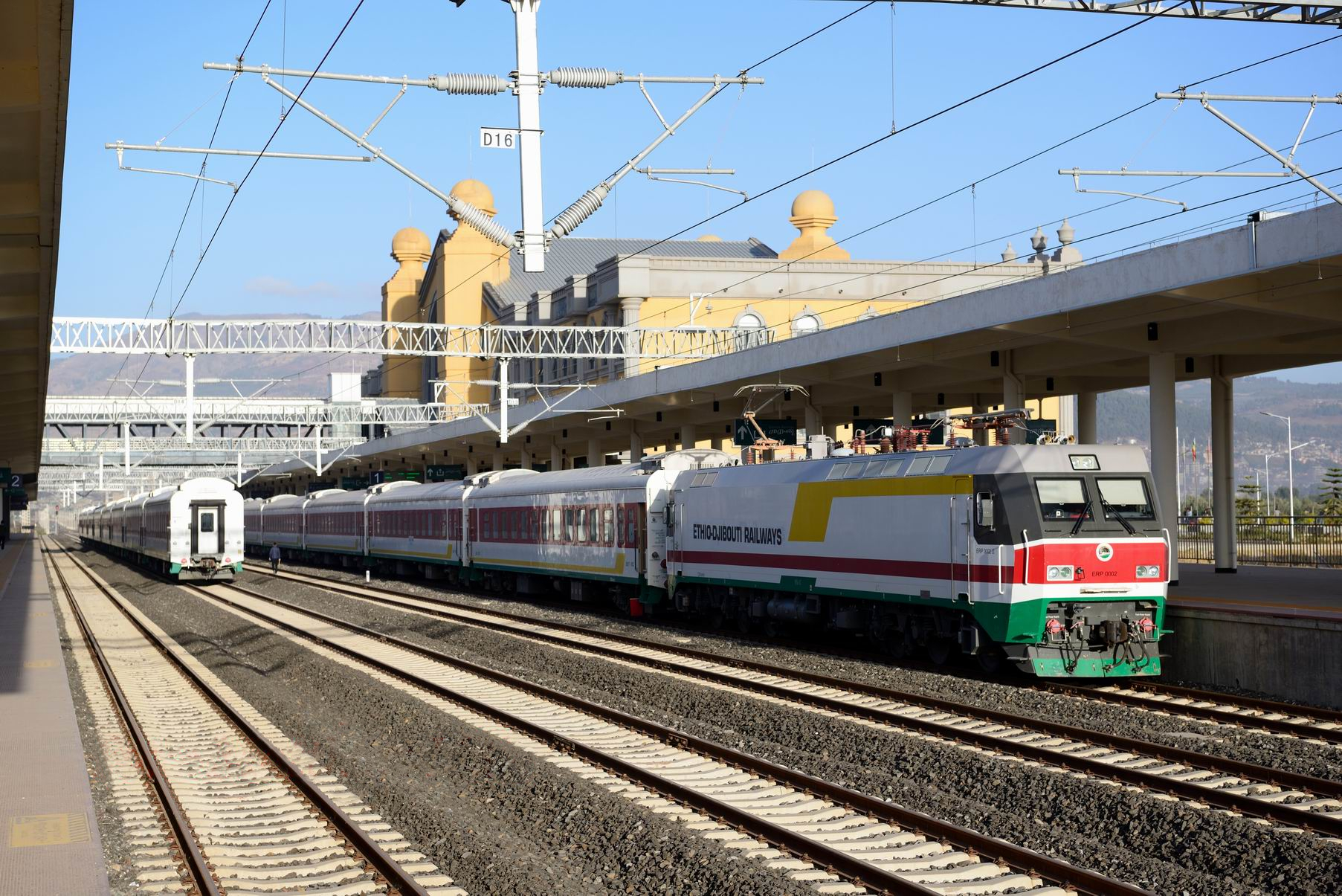
Lok ERP 0002 mit Reisezug in der Furi Labo Station, dem neuen Bahnhof von Addis Abeba